# Es Pallaret
Es Pallaret ist eine 40 Meter lange Felseninsel, die 309 Meter vor dem Landvorsprung Punta de la Torre de Rovira an der Westküste der spanischen Baleareninsel Ibiza im Mittelmeer liegt. Sie ist bei Tauchern beliebt aufgrund der Artenvielfalt, dem einfachen Schwierigkeitsgrad und einer Vespa, die an der Südseite in einer Tiefe von 23 Metern liegt.